# Dizzy Wright
Dizzy Wright, pseudonimo di La'Reonte Wright (Flint, 26 novembre 1990), è un rapper statunitense.

## Carriera
Nel dicembre del 2011 ha firmato con la label indipendente di Hopsin (Marcus Hopson), la Funk Volume.
Nell'aprile del 2012 esce il suo album di debutto SmokeWeed Conversations. Nel dicembre successivo esce The First Agreement e nell'agosto del 2013 il mixtape The Golden Age.
Nel 2014, alla fine del tour assieme ad Hopsin, Dizzy Wright pubblicò State of Mind, che arrivò al 54º posto della classifica Billboard 200.
Nel maggio del 2015 esce The Growing Process, che arriva al numero 47 della stessa classifica.